# Elecciones generales de Angola de 1992
Las elecciones generales de Angola de 1992 se llevaron a cabo en los días 29 y 30 de septiembre para escoger al Presidente de la República y a la Asamblea Nacional. Fueron las primeras elecciones multipartidistas, democráticas y libres celebradas en el país, en el contexto de la guerra civil angoleña. Siguieron a la firma del acuerdo de Bicesse, del 31 de mayo de 1991, que pretendía poner fin al estancamiento bélico de más de diecisiete años. La participación electoral fue de 91,3% para las elecciones parlamentarias y 91,2% para las elecciones presidenciales.
El resultado, sin embargo, marcó no solo la continuidad de la guerra por otros diez años, sino que también significó el mantenimiento del régimen represivo de José Eduardo dos Santos (que gobernaba desde la muerte de Agostinho Neto en 1979). El hasta entonces partido único de la República Popular de Angola, el Movimiento Popular de Liberación de Angola (MPLA) mantuvo su hegemonía con una amplia mayoría absoluta en el legislativo, de 129 escaños, que sin embargo, sería el resultado más estrecho que jamás lograría. Sin embargo, mientras que en el legislativo el voto al MPLA fue del 53%, en las presidenciales no se dio así, y Dos Santos, que se presentó a la reelección, estuvo a 0.43 puntos porcentuales de lograr la mayoría de 50% que necesitaba para ser elegido en primera vuelta. Jonas Savimbi, de la Unión Nacional para la Independencia Total de Angola, quedó en segundo lugar con poco más del 40%. De ese modo, Dos Santos y Savimbi debían pasar a una segunda vuelta entre ambos, destinada a celebrarse a mediados de octubre.
Aunque reconoció el resultado de las elecciones legislativas, Savimbi denunció que la elección presidencial no sería libre y justa, y declaró la continuidad de las hostilidades, afirmando que las presidenciales fueron amañadas. Un observador oficial escribió que había poca supervisión de la ONU, que 500.000 votantes de la UNITA eran privados de sus derechos y que había 100 centros de votación clandestinos. La UNITA envió a los negociadores a la capital, pero al mismo tiempo preparó medidas para reanudar la guerra civil. Como consecuencia, las hostilidades estallaron en Luanda e inmediatamente se extendieron a otras partes del país. Varios miles o decenas de miles de miembros o partidarios de la UNITA fueron asesinados en todo el país por las fuerzas del MPLA en unos pocos días, en lo que se conoce como la Masacre de Halloween. La guerra civil continuó, y Dos Santos fue unilateralmente juramentado Presidente el 2 de diciembre, a pesar de que no contaba con la legitimidad democrática constitucionalmente exigida, al no estar previsto el caso de que uno de los dos contendientes se retirara de la segunda vuelta. Pese a esto, en virtud de un estado de emergencia permanente por la guerra civil, no volvería a celebrarse una elección hasta 2008, y en 2010 sería abolida la elección directa del presidente.

## Antecedentes
Angola fue una colonia de Portugal durante más de cuatro siglos años a partir del siglo XV. Las reivindicaciones de independencia cobraron impulso a principios de los años cincuenta, con los principales protagonistas, entre ellos el MPLA, fundado en 1956, el Frente Nacional para la Liberación de Angola (FNLA), que apareció en 1961, y la UNITA, que apareció en 1966. Después de años de conflicto que debilitó a todos los partidos insurgentes, Angola obtuvo la independencia el 11 de noviembre de 1975, después de la Revolución de los Claveles en Portugal, que derrocó al régimen represivo encabezado por Marcelo Caetano.
Una lucha por obtener el control del país surgió inmediatamente entre los tres movimientos nacionalistas. Los acontecimientos provocaron un éxodo masivo de ciudadanos portugueses, creando hasta 300.000 refugiados portugueses indigentes, conocidos como los retornados. El nuevo gobierno portugués intentó mediar un acuerdo entre los tres movimientos para llamar a elecciones, inicialmente con éxito, pero luego el trato falló y dio lugar a una guerra civil devastadora que duró varias décadas, provocando millones de muertes y la aparición de muchos refugiados hasta que terminó en 2002.
Durante la guerra civil, el MPLA obtuvo el control de la capital, Luanda y gran parte del resto del país. Con el apoyo de Estados Unidos, el Zaire y Sudáfrica, que intervinieron militarmente en favor del FNLA y la UNITA, se tuvo la intención de tomar Luanda antes de la declaración de independencia. En respuesta, Cuba intervino a favor del MPLA, que se convirtió en otro punto de inflamación de la Guerra Fría. Con apoyo cubano, el MPLA tomó Luanda y declaró la República Popular de Angola, con Agostinho Neto convirtiéndose en el primer presidente del nuevo estado, aunque la guerra civil continuó. Tras la muerte de Neto, en 1979, José Eduardo dos Santos ganó las elecciones de 1980 y 1986, que eran elecciones de partido único, y se convirtió en el primer presidente electo del país. La guerra civil continuó con la UNITA luchando contra el MLPA, con ambas partes recibiendo apoyo internacional. Hubo un acuerdo de alto el fuego en 1989, con el líder de la UNITA, Jonas Savimbi, pero se derrumbó poco después. Como parte de sus esfuerzos de paz, la MLPA abandonó su apego al marxismo-leninismo y se trasladó al socialismo democrático. Durante el mes de mayo de 1991, Dos Sambos y Savimbi firmaron un acuerdo en Lisboa que preveía la creación de una democracia multipartidista en Angola. Se convocó a elecciones al amparo de las Naciones Unidas en 1992.

## Campaña y registros
El registro electoral se llevó a cabo entre el 20 de mayo y el 31 de julio y el Consejo Nacional Electoral registró un total de 4.828.468 votantes elegibles. La campaña fue intensa entre dos de los principales partidos. La UNITA hizo campaña contra la influencia colonial de Portugal y propuso una instalación nativa. Las elecciones fueron supervisadas por ochocientos representantes de la Misión de Verificación de las Naciones Unidas en Angola (UNAVEM).

## Resultado presidencial

### Nivel nacional
La participación de votantes fue de alrededor del 75 por ciento, y las Naciones Unidas ayudaron transportando a personas en áreas remotas a las mesas de votación. El conteo temprano indicó que el MPLA lideraba en la mayoría de los distritos electorales. La UNITA rechazó de forma automática el resultado, llamó a sus fuerzas a desertar inmediatamente del ejército unificado y comenzó a prepararse para el retorno a la guerra. El Consejo Nacional Electoral retrasó el anuncio de los resultados más allá del límite de ocho días prescrito y anunció los resultados el 17 de octubre de 1992.
| Candidato                          | Partido                                              | Votos     | %     | Resultado      |
| ---------------------------------- | ---------------------------------------------------- | --------- | ----- | -------------- |
| José Eduardo dos Santos            | Movimiento Popular de Liberación de Angola           | 1.953.335 | 49,57 | Segunda vuelta |
| Jonas Savimbi                      | Unión Nacional para la Independencia Total de Angola | 1.579.298 | 40,07 | Segunda vuelta |
| António Alberto Neto               | Partido Democrático Angoleño                         | 85.249    | 2,16  |                |
| Holden Roberto                     | Frente Nacional de Liberación de Angola              | 83.135    | 2.11  |                |
| Honorato Lando                     | Partido Liberal Democrático de Angola                | 75.789    | 1,92  |                |
| Luís dos Passos                    | Partido de la Renovación Democrática                 | 58.121    | 1,47  |                |
| Bengui Pedro João                  | Partido Socialdemócrata                              | 38.243    | 0,97  |                |
| Simão Cacete                       | Frente para la Democracia                            | 26.385    | 0,67  |                |
| Daniel Chipenda                    | Independiente                                        | 20.845    | 0,52  |                |
| Anália de Victória Pereira         | Partido Liberal Democrático                          | 11.475    | 0,29  |                |
| Rui Pereira                        | Partido de Renovación Social                         | 9.208     | 0,23  |                |
| Votos en blanco/anulados           | Votos en blanco/anulados                             | 460.455   | –     |                |
| Total                              | Total                                                | 4.401.339 | 100   |                |
| Votantes registrados/participación | Votantes registrados/participación                   | 4.828.468 | 91,2  |                |
| Fuente: African Elections Database |                                                      |           |       |                |

### Por provincia
| Provincia                          | Provincia      |                 |                 |               |               |          |          |              |              |         |        |           | Votos válidos | Votos nulos | Total votos | Registrados | Participación |  |  |  |  |  |  |
| Provincia                          | Provincia      |                 |                 |               |               |          |          |              |              |         |        |           | Votos válidos | Votos nulos | Total votos | Registrados | Participación |  |  |  |  |  |  |
| Provincia                          | Provincia      | Dos Santos MPLA | Dos Santos MPLA | Savimbi UNITA | Savimbi UNITA | Neto PDA | Neto PDA | Roberto FNLA | Roberto FNLA | Otros   | Otros  |           | Votos válidos | Votos nulos | Total votos | Registrados | Participación |  |  |  |  |  |  |
| Provincia                          | Provincia      | Votos           | %               | Votos         | %             | Votos    | %        | Votos        | %            | Votos   | %      |           | Votos válidos | Votos nulos | Total votos | Registrados | Participación |  |  |  |  |  |  |
| Bengo                              | Bengo          | 51.004          | 65.85%          | 16.230        | 20.95%        | 1.230    | 1.59%    | 5.497        | 7.10%        | 3.495   | 4.51%  | 77.456    | 9.201         | 86.657      | 91.921      | 94.3%       |               |  |  |  |  |  |  |
| Benguela                           | Benguela       | 158.259         | 32.08%          | 294.972       | 59.79%        | 8.753    | 1.77%    | 2.841        | 0.58%        | 28.537  | 5.78%  | 493.362   | 35.410        | 528.772     | 567.825     | 93.1%       |               |  |  |  |  |  |  |
| Bié                                | Bié            | 32.907          | 11.98%          | 230.480       | 83.94%        | 1.505    | 0.55%    | 417          | 0.15%        | 9.268   | 3.38%  | 274.577   | 30.911        | 305.488     | 354.537     | 86.2        |               |  |  |  |  |  |  |
| Cabinda                            | Cabinda        | 7.652           | 79.68%          | 1.594         | 16.60%        | 54       | 0.56%    | 116          | 1.21%        | 187     | 1.95%  | 9.603     | 316           | 9.919       | 16.079      | 61.7%       |               |  |  |  |  |  |  |
| Cuando Cubango                     | Cuando Cubango | 22.117          | 18.12%          | 93.078        | 76.28%        | 1.742    | 1.43%    | 442          | 0.36%        | 4.646   | 3.81%  | 122.025   | 7.682         | 129.707     | 133.161     | 97.4%       |               |  |  |  |  |  |  |
| Cuanza Norte                       | Cuanza Norte   | 92.671          | 81.50%          | 9.690         | 8.52%         | 2.461    | 2.16%    | 2.519        | 2.22%        | 6.368   | 5.60%  | 113.709   | 11.411        | 125.120     | 137.962     | 90.7%       |               |  |  |  |  |  |  |
| Cuanza Sur                         | Cuanza Sur     | 188.089         | 63.64%          | 74.381        | 25.17%        | 9.739    | 3.30%    | 1.677        | 0.57%        | 21.652  | 7.32%  | 295.538   | 50.670        | 346.208     | 369.150     | 93.8%       |               |  |  |  |  |  |  |
| Cunene                             | Cunene         | 76.374          | 77.70%          | 8.731         | 8.88%         | 5.454    | 5.55%    | 680          | 0.69%        | 7.057   | 7.18%  | 98.296    | 17.037        | 115.333     | 148.528     | 77.7%       |               |  |  |  |  |  |  |
| Huambo                             | Huambo         | 57.380          | 14.30%          | 326.551       | 81.41%        | 1.808    | 0.45%    | 736          | 0.18%        | 14.644  | 3.66%  | 401.119   | 32.861        | 433.980     | 467.811     | 92.8%       |               |  |  |  |  |  |  |
| Huíla                              | Huíla          | 199.089         | 53.14%          | 121.656       | 32.47%        | 14.574   | 3.89%    | 3.032        | 0.81%        | 36.305  | 9.69%  | 374.656   | 78.330        | 452.986     | 509.167     | 89.0%       |               |  |  |  |  |  |  |
| Luanda                             | Luanda         | 532.568         | 70.85%          | 171.743       | 22.85%        | 4.942    | 0.66%    | 22.697       | 3.02%        | 19.682  | 2.62%  | 751.632   | 42.761        | 794.393     | 854.981     | 92.9%       |               |  |  |  |  |  |  |
| Lunda Norte                        | Lunda Norte    | 86.203          | 73.55%          | 12.879        | 10.99%        | 5.143    | 4.39%    | 1.275        | 1.09%        | 11.707  | 10.00% | 117.207   | 16.942        | 134.149     | 141.545     | 94.8%       |               |  |  |  |  |  |  |
| Lunda Sur                          | Lunda Sur      | 53.313          | 77.64%          | 4.617         | 6.72%         | 2.919    | 4.25%    | 696          | 1.01%        | 7.124   | 10.38% | 68.669    | 10.785        | 79.454      | 87.451      | 90.8%       |               |  |  |  |  |  |  |
| Malanje                            | Malanje        | 163.303         | 69.46%          | 41.650        | 17.72%        | 6.553    | 2.79%    | 1.934        | 0.82%        | 21.654  | 9.21%  | 235.094   | 37.583        | 272.677     | 327.337     | 83.3%       |               |  |  |  |  |  |  |
| Moxico                             | Moxico         | 60.359          | 53.14%          | 34.209        | 30.11%        | 5.743    | 5.06%    | 1.271        | 1.12%        | 12.013  | 10.57% | 113.595   | 11.184        | 124.779     | 137.798     | 90.6%       |               |  |  |  |  |  |  |
| Namibe                             | Namibe         | 36.540          | 59.23%          | 18.197        | 29.50%        | 1.543    | 2.50%    | 551          | 0.89%        | 37.744  | 7.88%  | 61.689    | 10.852        | 72.541      | 84.918      | 85.4%       |               |  |  |  |  |  |  |
| Uíge                               | Uíge           | 116.247         | 43.51%          | 100.414       | 37.58%        | 10.390   | 3.89%    | 13.455       | 5.04%        | 26.663  | 9.98%  | 267.169   | 49.370        | 316.539     | 318.131     | 99.5%       |               |  |  |  |  |  |  |
| Zaire                              | Zaire          | 19.260          | 29.41%          | 18.226        | 27.83%        | 696      | 1.06     | 23.299       | 35.58%       | 4.007   | 6.12%  | 65.488    | 7.149         | 72.637      | 80.166      | 90.6%       |               |  |  |  |  |  |  |
|                                    |                |                 |                 |               |               |          |          |              |              |         |        |           |               |             |             |             |               |  |  |  |  |  |  |
| Nivel nacional                     | Nivel nacional | 1.953.335       | 49.57%          | 1.579.298     | 40.07%        | 85.249   | 2.16%    | 83.135       | 2.11%        | 239.867 | 6.59%  | 3.940.884 | 460.455       | 4.401.339   | 4.828.468   | 91.25%      |               |  |  |  |  |  |  |
| Fuente: African Elections Database |                |                 |                 |               |               |          |          |              |              |         |        |           |               |             |             |             |               |  |  |  |  |  |  |

## Elecciones legislativas
| Partido                                                                 | Votos     | %     | Escaños |
| ----------------------------------------------------------------------- | --------- | ----- | ------- |
| Movimiento Popular de Liberación de Angola                              | 2.124.126 | 53,74 | 129     |
| Unión Nacional para la Independencia Total de Angola                    | 1.347.636 | 34,10 | 70      |
| Frente Nacional de Liberación de Angola                                 | 94.742    | 2,40  | 5       |
| Partido Liberal Democrático                                             | 94.269    | 2,39  | 3       |
| Partido de Renovación Social                                            | 89.875    | 2,27  | 6       |
| Partido de la Renovación Democrática                                    | 35.293    | 0,89  | 1       |
| Coalición Angola Democrática                                            | 34.166    | 0,86  | 1       |
| Partido Socialdemócrata                                                 | 33.088    | 0,84  | 1       |
| Partido de la Alianza de Jóvenes, Trabajadores y Agricultores de Angola | 13.924    | 0,35  | 1       |
| Foro Democrático Angoleño                                               | 12.038    | 0,30  | 1       |
| Partido Demócrata por el Progreso - Alianza Nacional de Angola          | 10.608    | 0,27  | 1       |
| Partido Nacional Democrático Angoleño                                   | 10.281    | 0,26  | 1       |
| Convención Nacional Democrática de Angola                               | 10.237    | 0,26  | 0       |
| Partido Socialdemócrata de Angola                                       | 10.217    | 0,26  | 0       |
| Partido Independiente de Angola                                         | 9.007     | 0,23  | 0       |
| Partido Liberal Democrático de Angola                                   | 8.025     | 0,20  | 0       |
| Partido Democrático de Angola                                           | 8.014     | 0,20  | 0       |
| Partido de la Renovación Angoleña                                       | 6.719     | 0,17  | 0       |
| Votos en blanco/anulados                                                | 458.310   | –     | –       |
| Total                                                                   | 4.410.575 | 100   | 220     |
| Votos en blanco/anulados                                                | 4.828.468 | 91.3  | –       |
| Fuente: African Elections Database                                      |           |       |         |

## Consecuencias
El MPLA gobernante ganó ambas elecciones, pero los ocho partidos de oposición, en particular UNITA, rechazaron los resultados y los calificaron como aparejados. Tras el fracaso de las negociaciones finales con la UNITA, la guerra se reanudó de inmediato. De acuerdo con la Constitución aprobada en 1992, el fracaso de cualquier candidato a ganar más del 50% de los votos significaba que se requeriría una segunda ronda, con José Eduardo dos Santos y Jonas Savimbi como únicos candidatos. Sin embargo, Savimbi dijo que la elección no había sido ni libre ni justa y se negó a participar en la segunda ronda. Debido a la Guerra Civil, la segunda ronda nunca tuvo lugar, y dos Santos continuó como Presidente, incluso sin la legitimidad constitucional necesaria. Dos Santos asumió el cargo por tercer mandato consecutivo como Presidente el 2 de diciembre de 1992 y nombró a Marcolino Moco como nuevo primer ministro de Angola. La mayoría de los ministerios fueron entregados al MPLA, mientras que a la UNITA se le ofrecieron seis ministerios, los cuales fueron aceptados más tarde. Había otros cuatro ministerios asignadas a otros partidos.